# Módos Péter (zenei szerkesztő)
Módos Péter (Budapest, 1939. július 5. – Budapest, XIV. kerület, 2021. február 12.) Artisjus-díjas magyar televíziós szerkesztő, rendező, műsorvezető.

## Pályafutása
Módos György magántisztviselő és Gáspár Piroska fia. Általános és középiskolai tanulmányait a Józsefvárosban végezte. Nyolcévesen kezdte a zongoratanulmányait a Fővárosi 5. számú Körzeti Zeneiskolában, amit 1956 októberében abbahagyott. 1957-ben tett érettségi vizsgát a Vörösmarty Gimnáziumban. Ezután műszerésznek tanult, 1959 és 1961 között gyógyszertári mérlegeket javított.  
Néha iskolai rendezvényeken zongorázott, ennek köszönhetően felfigyelt rá a KISZ. 1961-től a KISZ II. Kerületi, majd a Budapesti Bizottságának kulturális munkatársa, 1965-től az akkoriban megalakult budapesti Ifjúsági Könnyűzenei és Jazzklub vezetője. A klub elnöke Bergendy István, az alelnökök pedig Illés Lajos, Sztevanovity Zorán és Módos Péter voltak. Több helyen is rendeztek koncerteket. 
1961-ben nősült meg, lánya, Anikó 1963-ban született. 1967-ben Komjáthy György felkérte a 39 tagú „Csak fiataloknak” Klub vezetőjének. 
1968-ban egy nézeteltérés miatt a KISZ eltanácsolta a munkájától, s a Magyar Televízióba került műsorszerkesztőnek, ahol 32 évig dolgozott. Több műsort is szerkesztett és rendezett, mint például a KKK (Könnyűzenét Kedvelők Klubja), Slágerszerviz, Egymillió fontos hangjegy, Pulzus Könnyűzenei Panoráma (ezt előbb Sztevanovity Dusánnal, majd Vágó Istvánnal, végül egyedül), Roxínpad, TeleJazzPódium. 2000-ben vonult nyugdíjba.
1992 és 2007 között a Petőfi Rádióban a Jazzshow című műsort szerkesztette és vezette.

## Róla
- Kabai József: Egymillió fontos emlék – Módos Péter mesél, Kossuth Kiadó, Budapest (2020)

## Díjai
- Artisjus-díj (1990)